# Anna Hellerstedt
Anna Hellerstedt, född 1975 är en svensk företagsledare och konsult och sedan 2006 bosatt och verksam i Finland. Hellerstedt tillträdde den 2 maj 2018 som VD för den svenskspråkiga mediegruppen KSF Media.
Hellerstedt kom till KSF media från husdjurskedjan Musti group, där hon ansvarat för servicetjänster, såsom veterinärer och hundfrisörer i Norden. 
Hellerstedt är civilingenjör från Linköpings universitet och har tidigare verkat i tio år som handelssekreterare och chef för Sveriges exportråd/Business Sweden i Helsingfors. Tidigare har hon dessutom jobbat bland annat som konsult på McKinsey & Company i Stockholm.
Anna Hellerstedt är gift med finländska MTV:s vd Jarkko Nordlund och har tre egna barn.